# Boschi di miombo orientali
I boschi di miombo orientali (codice WWF: AT0706) sono un'ecoregione di savana e bosco che si trova nel sud della Tanzania e nel nord del Mozambico.  
Forma parte della regione denominata steppe alberate del miombo centrale e orientale.

## Territorio
Questo tipo di ecosistema di savana ricco di specie copre una vasta area di colline arrotondate e valli poco profonde che ospitano fiumi e zone umide come i dambo.  Si tratta di una sezione della fascia di foresta a miombo che attraversa l'Africa a sud della foresta pluviale del Congo e delle savane dell'Africa orientale. L'ecoregione copre una superficie di 483.900 km2 e è delimitata a nord e a sud dalla foresta costiera a mosaico di Zanzibar-Inhambane settentrionale e meridionale, a est dall'oceano Indiano, dal lago Niassa a ovest e dalla savana alberata a mopane dello Zambesi a sud-ovest. A nord e nord-ovest,  i Monti dell'Arco Orientale separano il miombo orientale dalla savana arbustiva e spinosa ad Acacia-Commiphora meridionale della Tanzania centrale.
La regione si trova sull'altopiano orientale africano, che si estende dall'interno della Tanzania sud-orientale fino alla metà settentrionale del Mozambico, con qualche propaggine in Malawi. Ci sono zone di miombo orientale in Tanzania, a sud del Selous, nelle regioni di Ruvuma e Lindi. In Mozambico, la regione è contenuta nella provincia poco popolata del Niassa e nelle aree interne di Cabo Delgado, Nampula e Zambezia.
La regione ha un clima caldo, tropicale con piogge estive da novembre a marzo e una prolungata siccità invernale. Questo foreste sono vulnerabili agli incendi, in particolare all'inizio dell'estate.

## Flora
La specie vegetale predominante è il miombo (Brachystegia spp.), oltre al bosco di Baikiaea.

## Fauna

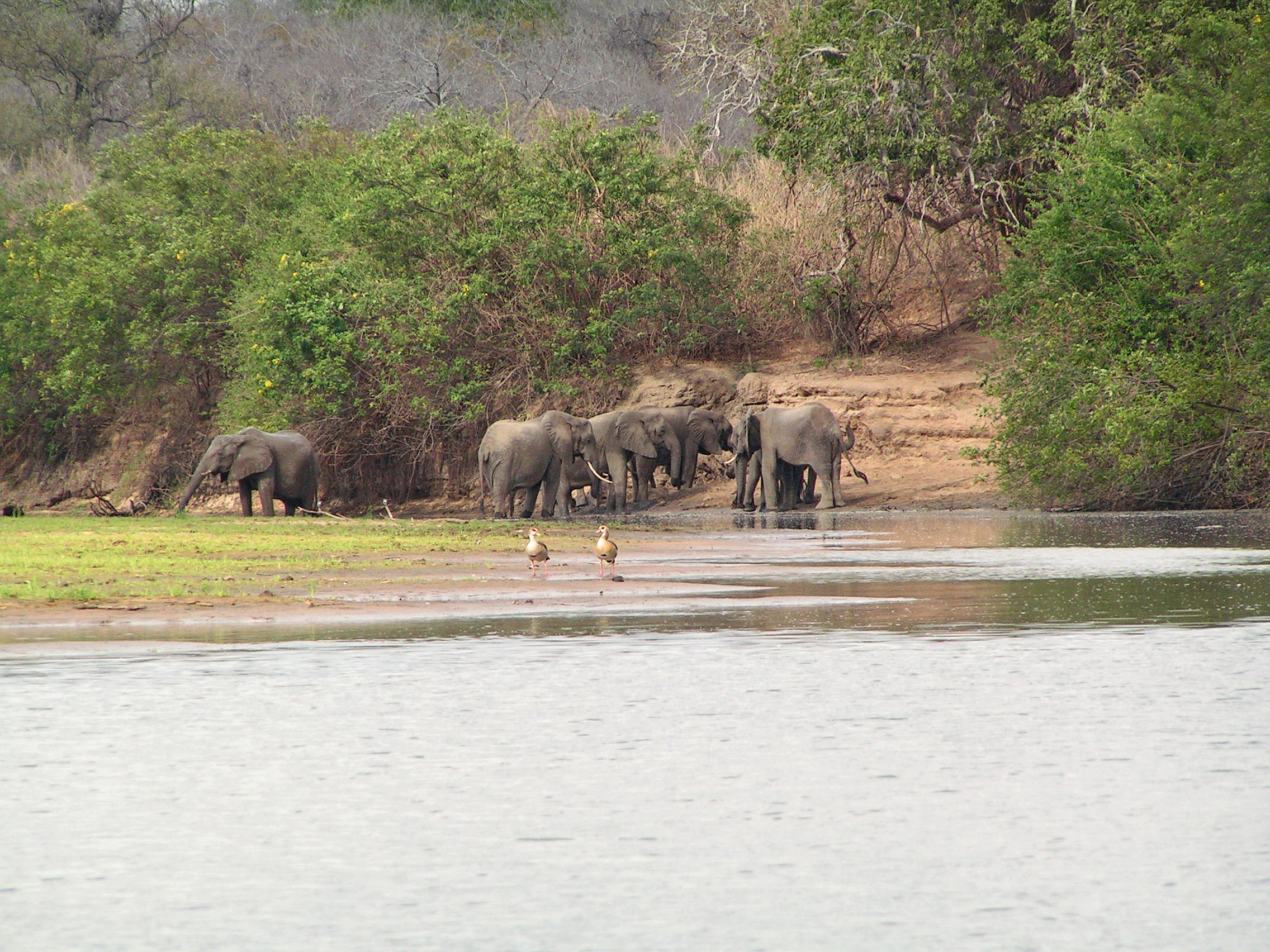
Branco di elefanti

Malgrado la ridotta piovosità e i terreni relativamente poveri di nutrienti, questa zona ospita numerose specie. Il miombo e l'altra vegetazione della regione offrono una varietà di alimenti e provvedono a buone coperture per molte specie di uccelli e di lucertole specializzate del miombo, così come a molti mammiferi di più ampia diffusione compresi branchi di elefanti africani, giraffe, zebre di Burchell, gnu e ippopotami, antilopi tra cui il kudu maggiore, l'eland, l'impala, la antilope delle sabbie di Roosevelt e l'alcelafo di Lichtenstein. L'antilope roan è inspiegabilmente assente dal miombo orientale, e la lunga stagione secca associata ai suoli poveri non riescono a dare sostentamento alle grandi mandrie di erbivori che si trovano invece più a nord in Tanzania. I grandi carnivori della regione sono rappresentati dal leone, il leopardo, il ghepardo, la iena maculata e lo sciacallo striato. La popolazione di licaone presente all'interno del Selous Game Reserve è la maggiore conosciuta nel continente.
La regione è ricca di uccelli, tra cui il picchio di Stierling che è quasi endemico e altre specie quali l'avvoltoio, l'aquila pescatrice, i martin pescatore di fiume, il tantalo beccogiallo e i Charadriinae.
Oltre ai coccodrilli, tra i rettili meritano una menzione due endemismi quali due sotto-specie di Platysaurus maculatus e il camaleonte Kinyongia fischeri.

## Popolazione
Questa ecoregione è antropizzata solo in forma leggera, in parte a causa della mosca tse-tse e in parte a causa della guerra del Mozambico che ha reso insicure le zone distanti dai centri abitati maggiori durante molti anni fino all'inizio degli anni Novanta, ma la foresta a miombo costituisce un ambiente rurale importante per le popolazioni della zona, che dipendono dalle risorse rese disponibile nel bosco. La grande varietà di specie si presta all'estrazione di prodotti diversi dalla legna da costruzione, quali frutti, miele, alimenti per il bestiame e combustibile.

## Conservazione
In Tanzania, una grande porzione dell'ecoregione si trova all'interno della Selous Game Reserve, la più estesa area protetta dell'Africa e il più importante elemento di conservazione di questa ecoregione insieme alla riserva del Niassa e altri parchi nazionali del Mozambico, che sono in fase di rilancio dopo i danni subiti a causa della guerra civile.
Anche al di fuori dei confini delle aree protette, la foresta è rimasta abbastanza intatta vista la basa densità di popolazione. Comunque i boschi sono progressivamente oggetto di diradamento un po' dovunque per fare spazio a nuove aree coltivate e destinate al pascolo. Il taglio di essenze con utilizzo commerciale è limitato, con l'eccezione del pau-preto (Dalbergia melanoxylon), il cui legno duro è molto richiesto per la costruzione di strumenti a fiato (clarinetto, oboe) e è sull'orlo della scomparsa, visto che la sua crescita richiede da 75 a 100 anni. Il bracconaggio di elefanti e rinoceronti è un problema serio, specialmente in Mozambico.
Molte aree del miombo sono ancora soggette all'uso tradizionale della pratica colturale dominante del debbio, ma in alcune zone cominciano a farsi largo altri sistemi di gestione dei suoli sostenibili nel lungo periodo. Un esempio modello è quello del progetto comunitario di N'hambita, nella provincia di Sofala in Mozambico. Questo progetto è stato elaborato sulla base della crescente consapevolezza degli effetti del cambio climatico e la recente evoluzione del mercato delle emissioni, accompagnata dal bisogno di trovare soluzioni alla povertà locale senza danneggiare ulteriormente le risorse naturali da cui la popolazione dipende. Il progetto entra nell'ottica dei pagamenti per i servizi dell'ecosistema (Payments for Ecosystem services - PES) e in questo caso riconosce un valore economico alle attività di sequestro del carbonio incentivando quindi quelle attività rurali che aumentano la quantità di carbonio atmosferico rimossa grazie alla crescita delle foreste.
Il progetto N'hambita è stato lanciato nel 2003 da una collaborazione tra la società di consulenza ambientale Envirotrade Ltd. e l'Università di Edimburgo, e finanziato dall'Unione europea fino al 2008. Il progetto ha complessivamente aumentato in modo significativo l'occupazione degli abitanti, oltre che la propensione all'uso economico delle tecniche di agroforestazione (ogni tonnellata di C sequestrata è stata collocata sul mercato a prezzi variabili da 5 a 12 USD), ottenendo entrate stimate superiori al milione di euro. Sul rapporto costo-benefici, a corto termine, rimangono dei dubbi, mentre gli investitori sono disposti a scommettere che il bilancio diventi positivo nel medio-lungo termine.
L'approccio si basa sul sistema messo a punto dalla Fondazione Plan Vivo, che era stato precedentemente collaudato con successo in Messico per 10 anni.